# لحداية (لمباركيين)
لحداية هو دُوَّار يقع بجماعة لمباركيين، إقليم برشيد، جهة الدار البيضاء سطات في المملكة المغربية. ينتمي الدوّار لمشيخة لمباركيين التي تضم 23 دوار. يقدر عدد سكانه بـ 440 نسمة حسب الإحصاء الرسمي للسكان والسكنى لسنة 2004.

## روابط خارجية
- البوابة الوطنية للجماعات الترابية نسخة محفوظة 12 مارس 2018 على موقع واي باك مشين.
- المندوبية السامية للتخطيط